# Telgruc-sur-Mer
Telgruc-sur-Mer är en kommun i departementet Finistère i regionen Bretagne i västra Frankrike. Kommunen ligger i kantonen Crozon som tillhör arrondissementet Châteaulin. År 2022 hade Telgruc-sur-Mer 2 145 invånare.

## Befolkningsutveckling
Antalet invånare i kommunen Telgruc-sur-Mer
Referens:INSEE